# Mauritius (navire)
Pour les articles homonymes, voir Mauritius.
Le Mauritius est un vaisseau de la Compagnie néerlandaise des Indes orientales (Vereenidge Neererlandsche Geoctroyeed Oost Indische ou V.O.C.) qui a fait naufrage en 1609 au large de l'actuel Gabon. Il est le plus ancien vaisseau de la Compagnie néerlandaise des Indes orientales à avoir fait l'objet d'une fouille méthodique. Son épave, notamment à travers l'étude de sa cargaison, témoigne de l'activité commerciale menée par la V.O.C. Elle constitue également une source importante d'informations relatives à la construction navale néerlandaise.

## Notice historique
Le Mauritius a été construit à Amsterdam en 1601-1602 ce qui correspond aux débuts de la V.O.C., créée en 1602. Il s'agit d'un navire expérimental. Il appartenait à la Chambre d'Amsterdam. Il entreprend son premier voyage aux Indes orientales le 17 juin 1602. Placé sous le commandement du capitaine Pieter Cornelisz van Petten, le navire quitte Texel le 17 juin 1602 à destination de Bantam (Indonésie). En juin 1605, il reprend la route des Indes au sein d'une flotte de douze navires confiée à l'amiral Cornelis Matelieff. En mai 1606, il participe aux combats entre Portugais et Néerlandais pour la maîtrise du détroit de Malacca. Il se trouve à Ternate (Indonésie) au printemps 1607 et fait escale à Wampou (Huangpu) en août. Il jette l'ancre à Bantam le 19 décembre 1607, chargé de sucre, de poivre et de benjoin. Le 27 décembre 1607, il appareille de Bantam pour Madagascar afin de récupérer la cargaison et l'équipage de la caraque portugaise Sao Antonio arraisonnée en 1606. Le Mauritius entreprend son retour vers l'Europe le 27 octobre 1608 et fait naufrage le 19 mars 1609 sur l'actuelle côte gabonaise Les survivants sauvent une petite partie de la cargaison qu'ils rapportent à Amsterdam sur un autre navire.
Au printemps 1985, lors d'une opération de prospection pétrolière, la société Elf-Gabon localise par hasard l'épave du Mauritius sur le banc du Loiret, au nord-ouest de cap Lopez. Ce cap, en raison de sa position géographique, était un lieu d'escale privilégié pour les navires des différentes compagnies des Indes qui rentraient en Europe. Une exposition a été consacrée au Mauritius au Musée national de la Marine à Paris du 17 mars 1989 au 11 septembre 1989.

## L'épave
Une équipe de scientifiques, avec à leur tête les archéologues Michel L'Hour et Luc Long du Département des recherches archéologiques subaquatiques et sous-marines (DRASSM), mène une fouille méthodique du site de février à avril 1986. Le bâtiment, son architecture, la cargaison, l'armement, font l'objet de recherches et d'analyses minutieuses. Ces analyses associées à l'étude d'archives maritimes et en particulier celles de la V.O.C. ainsi que certains ouvrages de construction navale comme le Dictionnaire de marine de Nicolas Aubin, le traité de Nicolae Witsen, ou encore le traité inspiré de Nicolae Witsen et Van Eyck, intitulé L'art de bâtir les vaisseaux fournissent un témoignage précieux sur les navires de la V.O.C, leur cargaison, leur architecture et sur le commerce maritime vers l'Orient au début du XVIIe siècle. Parmi les objets retrouvés : divers canons de bronze, de fonte de fer, une cloche en bronze, des objets appartenant au coffre du chirurgien, une meule à grain et divers éléments d'accastillage. Le mobilier de l'épave du Mauritius a été présenté lors de L'exposition Mauritius la mémoire engloutie au Musée national de la Marine du 16 mars au 11 septembre 1989.

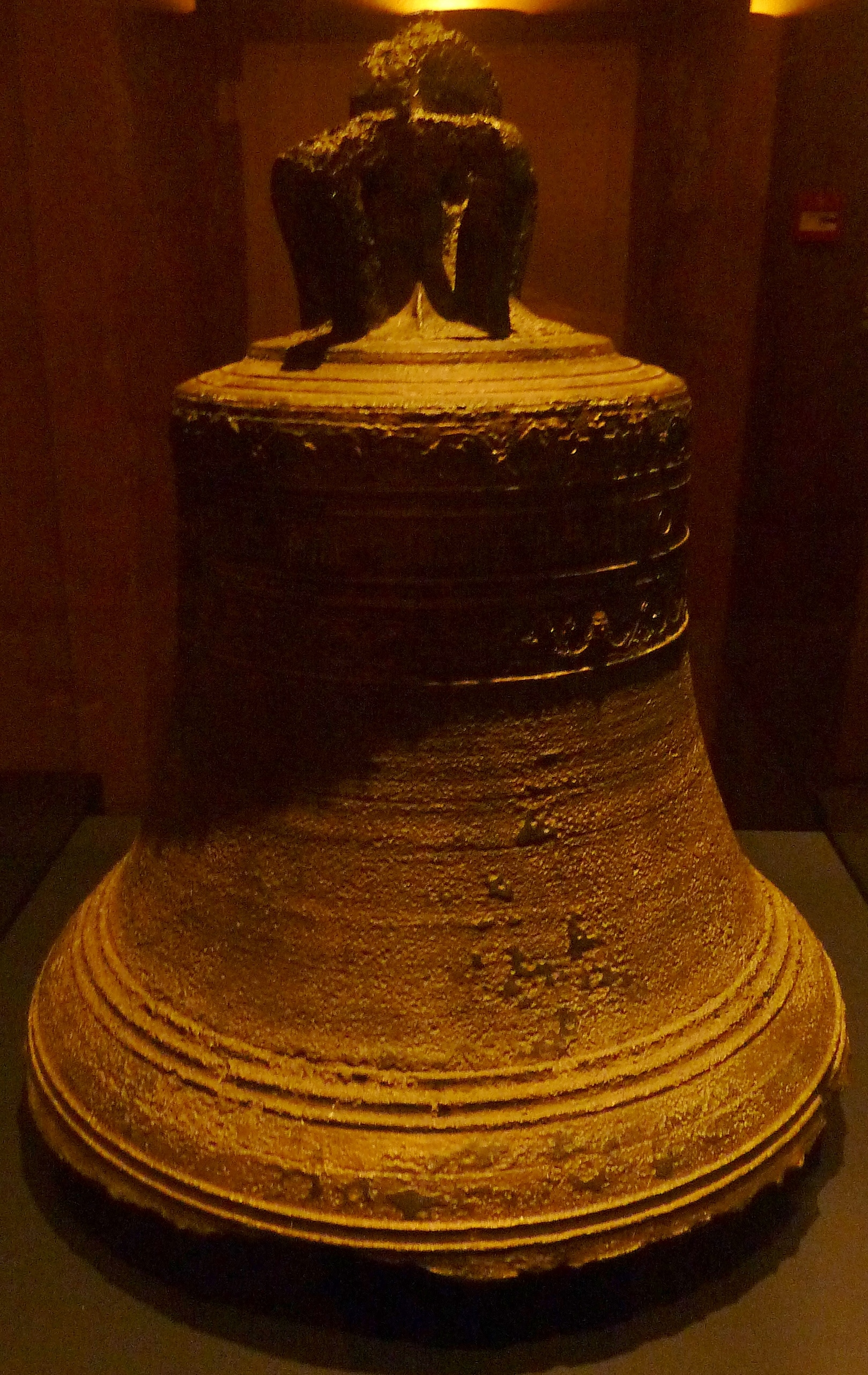
Cloche du Mauritius (Musée national de la Marine de Port-Louis).
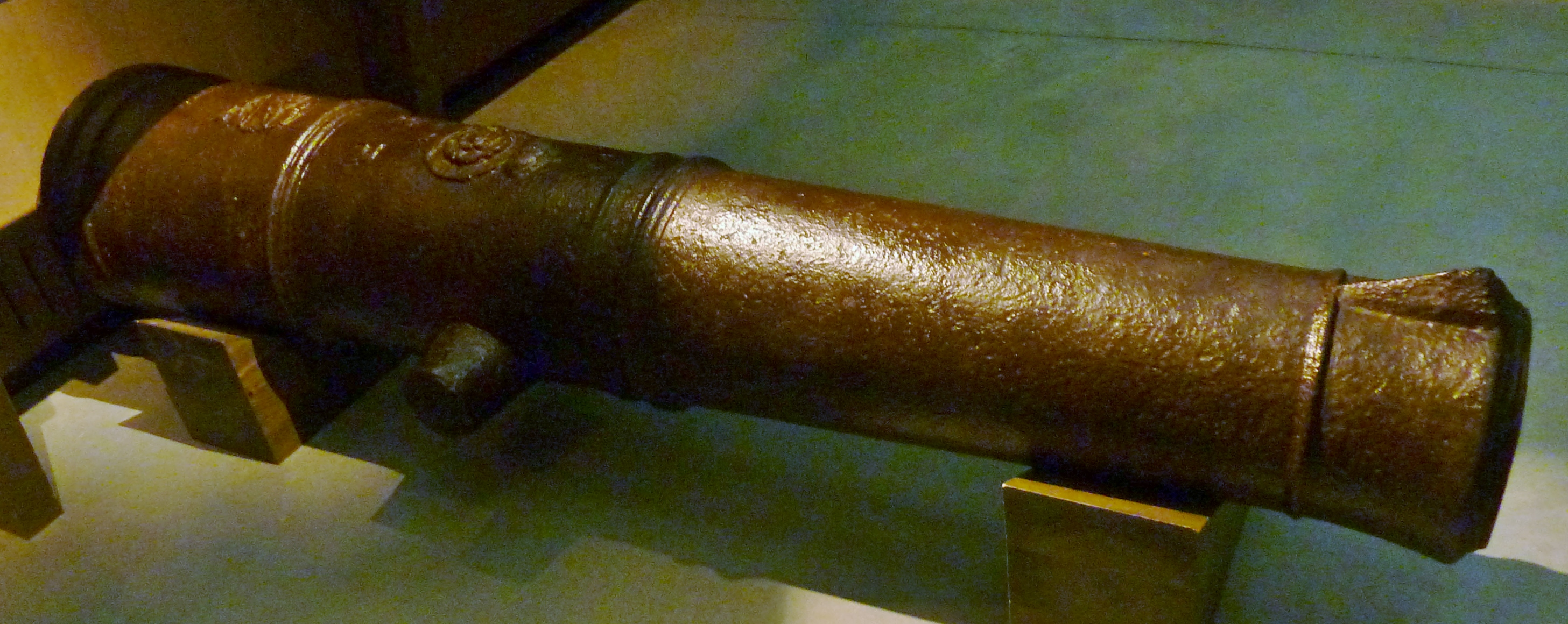
Couleuvrine d'origine anglaise qui se trouvait à bord du Mauritius (Musée national de la Marine de Port-Louis).

## La cargaison
La cargaison du Mauritius est caractéristique de celles des autres east indiamans de la même époque. Selon l'étude des archives, le 19 décembre 1607, le Mauritius arrive à Bantam, chargé de 120 à 140 tonnes de poivre. Il semblerait que le poivre constituait la cargaison principale du Mauritius. On peut supposer sans toutefois avoir de preuve que ce chargement a été récupéré et acheminé jusqu'à Amsterdam.
650 tessons de porcelaine de Chine (soit 215 pièces de vaisselle) ont été retrouvés lors des fouilles. Les 215 pièces identifiées appartiennent au registre des porcelaines "bleu et blanc" de l'époque Wanli (1573-1619). Environ 165 pièces relèvent du registre des kraak-porselein (porcelaine de caraque). Une partie des pièces restantes appartient aux porcelaines de type Swatow.
Fait plus rare, le Mauritius transportait également des lingots de zinc pur (environ 120 tonnes soit entre 18 000 et 22 000 lingots).
28 pièces d'artillerie dont neuf canons en bronze et 19 en fonte de fer ont été retrouvées. Selon les archives de la V.O.C., l'armement des navires du type Mauritius, était composé de 32 pièces d'artillerie. Une partie des canons retrouvés appartenait à la batterie. Les 14 canons rangés en fond de cale étaient des pièces réformées. Il semble que le Mauritius retournait en Europe avec un armement réduit et transportait en cale son artillerie usagée. Un grand nombre de boulets a été découvert lors des fouilles.
Une partie de la cargaison du Mauritus est visible au Musée national de la Marine de Port-Louis.

## Construction
Du Mauritius, il ne subsiste plus qu'une portion réduite de la carène soit une surface d'environ 6 mètres de large. La quille a été taillée à même le tronc d'un chêne et n'a subi qu'un façonnage sommaire. Un doublage en pin sylvestre sur la partie inférieure des joues et au-dessous du massif de quille assure la protection de cette pièce. Il s'agit du témoignage le plus ancien de cette pratique.
Le double bordé du Mauritius est inhabituel dans les traités de construction des 17e et 18e siècles. Cependant, il existe un autre témoignage archéologique de cette pratique, celui du Batavia perdu en 1629 le long des côtes australiennes. Ce double bordé correspond vraisemblablement à une volonté de renforcer la coque afin d'effectuer de longs voyages dans les mers chaudes. Ceci peut également s'expliquer par la place privilégiée du bordé dans la construction navale néerlandaise. Le bordé intérieur du Mauritius est l'exemple le plus ancien d'un assemblage de type "bordé premier" caractéristique des chantiers navals néerlandais. Le Mauritius bénéficiait aussi d'un doublage en pin qui avait pour fonction de protéger le bordé extérieur.